# Sveriges damlandslag i beachvolleyboll
Sveriges damlandslag i beachvolleyboll består av Susanna och Kristina Thurin medan Emilia Saxne och Sanna Madestam är utvecklingslandslag (representerar Sverige i ungdomsmästerskap). Mattias Magnusson är förbundskapten, medan Elvir Rakovic och Petter Bosrup också ingår i organisationen.
Under 2022 och 2023 hade laget (liksom Sveriges herrlandslag i volleyboll) begränsat med aktivitet då Svenska volleybollförbundet fokuserade resurserna på Sveriges damlandslag i volleyboll och Sveriges herrlandslag i beachvolleyboll som bägge var mer internationellt konkurrenskraftiga. Innan dess, vid kvalet till OS 2020, representerades Sverige av Susanna och Kristina Thurin samt Sara Cavretti och Sofia Wahlén med Petter Jonsson som förbundskapten. 